# Oryguncus
Oryguncus là một chi bướm đêm thuộc phân họ Tortricinae của họ Tortricidae.

## Các loài
- Oryguncus oribasus Razowski, 1988